# リポソーム

水溶液中でリン脂質によって形成されるリポソームの模式図。

リポソーム（英: liposome）は、少なくとも1つの脂質二重層を持つ球形の小胞であり、栄養素や医薬品を投与するための輸送手段として利用することができる。超音波処理などの手法で生体膜を破壊することによって調製することができる。
リポソームはほとんどの場合リン脂質、特にホスファチジルコリンから構成されるが、脂質二重層構造との適合性がある限り、卵黄ホスファチジルエタノールアミンなど他の脂質を加えることもできる。不健康な組織に結合するよう、表面リガンドを取り込んだデザインにすることもできる。
よく利用されるリポソームのタイプとしては、複数のラメラ相の脂質二重層からなるmultilamellar vesicle（MLV、多層小胞/ベシクル）、1つの脂質二重層からなるsmall unilamellar vesicle（SUV、小型単層小胞/ベシクル）の他、large unilamellar vesicle（LUV、大型単層小胞/ベシクル）、cochleate vesicle（渦巻型）がある。これらに比べると、1つの小胞がより小さな小胞を含んでいるようなmultivesicular liposomes（MVLs、多胞リポソーム）が使われることは稀である。
似た名称のリソソームや、脂質二重層ではなく単層で構成されるミセル・逆相ミセルと混同しないよう注意が必要である。

## 発見
リポソーム（liposome）という単語は、2つのギリシャ語の単語 lipo（脂肪）と soma（体）に由来し、組成が主にリン脂質であることから名付けられた。
リポソームはケンブリッジのバブラハム研究所の血液学者Alec D. Banghamによって1961年に発見され、1964年に発表された。BanghamとR. W. Horneが乾燥したリン脂質の負染色試料で研究所の新しい電子顕微鏡を試した際、リポソームは発見された。電顕像は明らかに細胞膜に類似しており、細胞膜が脂質二重層構造を持つことの最初の証拠となった。界面活性剤処理の後に内容物を放出する性質（structure-linked latencyと呼ばれる）を持つ閉じた二重層構造であることは、その翌年にBangham、Malcolm Standish、Gerald Weissmannによって明らかにされた。Banghamはこの構造を “multilamellar smectic mesophases”や “Banghasomes”と呼んでいたが、WeissmannはケンブリッジのパブでのBanghamとの議論中に「リポソーム」という名前を付けた。リポソームは彼の研究室が研究していた細胞小器官のリソソームから名付けられ、リソソームも界面活性剤やストレプトリジン処理によって破壊されるstructure-linked latencyを有していた。リポソームは、負染色透過電顕像によってミセルや六方晶相の脂質から容易に区別することができた。

## 機構
リポソームは水溶液のコアを持ち、脂質二重層の疎水的な膜に囲まれている。コア中の親水性の溶質は、脂質二重層を容易に通過することはできない。疎水的な化学物質は二重層に結合する。したがって、リポソームには親水的な分子も疎水的な分子も搭載することができる。脂質二重層は細胞膜などの他の二重層と融合することができるため、リポソームの内容物を作用部位へと輸送することができる。しかし、この過程は複雑で非自発的である。DNAや薬剤（通常は膜を越えて拡散することはない）を含む溶液中でリポソームを調製し、このリポソームを用いることで脂質二重層を越えた（無差別な）デリバリーが可能となるが、一般的に分配は不均一なものとなる。
また、リポソームは他の方法でドラッグデリバリーを行うようデザインすることもできる。溶解した薬剤が溶液中で荷電するような（すなわち、pHが薬剤のpIの範囲外となるような）低い（または高い）pHでリポソームを形成する。プロトンは一部の膜を通過することができるため、その結果リポソーム内部が中和されると薬剤も中和されて膜を通過できるようになる。このようなリポソームは、細胞への直接的な融合よりもむしろ拡散によってデリバリーを行う。
類似したアプローチとしてリポソームを薬剤の生体内無毒化に利用することもできる。この場合、pH勾配を有する（血中とはpHが異なる）空のリポソームが注入され、リポソームは血流から薬剤を除去しその毒性を防ぐシンクとして機能する。リポソームをドラッグデリバリーに利用する他の戦略としては、エンドサイトーシスを利用したものがある。リポソームはマクロファージの食作用の標的となるような特定のサイズ幅で製造することができ、このようなリポソームはマクロファージのファゴソーム中で分解され、その結果薬剤が放出される。また、リポソームは他の細胞種でのエンドサイトーシスを活性化させるようなオプソニンやリガンドで修飾することもできる。
リポソームを宿主細胞の形質転換やDNAのトランスフェクションに利用する方法は、リポフェクションとして知られている。
遺伝子や薬剤のデリバリーに加えて、リポソームは繊維への色素のキャリアとして、また植物への殺虫剤の、食品への酵素や栄養素サプリメントの、皮膚への美容品のキャリアとして利用することができる。
また、リポソームは造影超音波検査で利用されるマイクロバブル造影剤の外殻としても用いられる。

## 栄養補助食品
最近までリポソームの利用は主に標的組織へのドラッグデリバリーを目的として利用されていた。しかし、他の状況でのリポソームの多様な能力が発見され続けている。現在では、リポソームによる栄養補助食品の経口投与が実現されようとしている。
極めて少数の栄養補助食品企業が、この新たな利用法へ向けてユニークな分野の開拓を行っている。このリポソーム科学の新たな方向性が採用されている理由の1つには、従来の経口錠剤やカプセルの吸収率やバイオアベイラビリティが低いことが挙げられる。多くの栄養素の経口バイオアベイラビリティや吸収率が低いことは、臨床的によく記述されている。そのため、脂溶性や水溶性の栄養素のリポソーム内への封入は、消化器系による破壊を避け、細胞や組織へのデリバリーを促進する極めて効率的な手法となる。
大量製造されたリポソームの割合に特定の因子が大きな影響を与えることを指摘しておくことは重要である。これらの因子はリポソームへ実際に内包される量やリポソーム自体の実際の品質に影響を与え、リポソームの長期の安定性にも極めて重要な要素である。その複雑だが重要な因子とは、（1）リポソーム自体の実際の製造法、（2）リポソームの調合や製造に用いられたリン脂質の構成と品質、タイプ、（3）内包されたペイロードを保持する、安定で均質な粒子サイズのリポソームを製造する性能、である。これらは栄養補助食品の経口バイオアベイラビリティ向上のためにリポソームを効率的なキャリアとして利用する基礎となる、重要な要素である。

## 製造法
リポソームの調製法の選択は次のようなパラメータに依存する。
1. 内包される物質やリポソームの成分の物理化学的性質
2. 脂質小胞を分散させる媒体の性質
3. 内包される物質の実効濃度と潜在的毒性
4. 用途やデリバリーに際してさらに必要とされる過程
5. 対象用途に最適なサイズ、多分散性、品質保持期限
6. バッチ間の再現性と大スケールでの安全で効率的な生産の可能性

有用なリポソームが自発的に形成されることはめったにない。一般的に、有用なリポソームは（リン）脂質を水のような極性溶媒中に分散させるために十分なエネルギーを供給することではじめて形成され、多層の凝集体は数層または単層の脂質小胞へと解体される。
リポソームは、リン脂質のような両親媒性脂質を水中で超音波処理によって分散させることで形成することができる。せん断速度が低ければ多層のリポソームが形成される。元々の凝集体は玉ねぎのように多数の層を形成しており、次第に小さくなって最終的に単層リポソームとなる（これらはサイズの小ささと超音波によって生じる構造欠陥のため、しばしば不安定である）。超音波処理は一般的には「大ざっぱな」調製法とみなされており、封入される薬剤に損傷を与えてしまうこともある。押出法（extrusion）やMozafari法のような新たな手法がヒトでの使用を目的とした製造に利用されている。ホスファチジルコリン以外の脂質を用いることで、リポソームの調製はかなり容易になる。

## 展望
研究のさらなる進展によって、リポソームは体内の免疫系、特に細網内皮系の細胞による検知を避けることが可能となっている。このようなリポソームは「ステルスリポソーム」として知られている。これらはG. CevcとG. Blumeによって最初に提唱され、その直後にL. HuangとV. TorchilinのグループはPEG（ポリエチレングリコール）を膜の外側に点在させたものを構築した。PEGコーティングによって体内で不活性となり、ドラッグデリバリーのためにより長時間の体内循環が可能となる。現在の研究では、どの程度の量のPEGコーティングが実際にリポソームのデリバリー部位への結合を妨げるかを調査しようとしている。ステルスリポソームの大部分は、PEGコーティングに加えて、標的となるドラッグデリバリー部位に特異的に結合するため、ある種の生体物質がリガンドとして付加されている。これらの標的化リガンドはモノクローナル抗体であったり（イムノリポソーム）、ビタミンや特異的抗原であったりするが、これらは外部からアクセス可能なものでなければならない。標的化リポソームは体内のほとんどすべての細胞種を標的とすることができ、特定の細胞種を標的としない場合は全身にデリバリーが行われる。毒性のある薬剤は、病変部位にのみデリバリーを行うことで全身の毒性を大きく低下させることができる。形態的にリポソームと関連するポリマーソームも同じように利用することができる。また形態的にリポソームと関連し、非侵襲的な経皮的物質デリバリーのために設計された高度に変形可能な小胞はトランスファーソームとして知られている。
ドキソルビシンやダウノルビシンといった、ある種の抗がん剤はリポソームの形で投与される可能性がある。シスプラチンのリポソーム製剤が欧州医薬品審査庁から膵臓がんのオーファンドラッグとしての指定を受けている。
2018年5月に発表された研究では、栄養失調や病弱な植物へ肥料となる栄養素を運搬する「ナノキャリア」としてリポソームを利用する可能性が模索されている。研究ではこれらの合成粒子が栄養素そのままよりも容易に植物の葉に浸透することが示され、作物の収量向上を目的としたナノテクノロジーの利用法のさらなる検証が行われている。